# Richard Charles Patrick Hanifen
Richard Charles Patrick Hanifen (* 15. Juni 1931 in Denver) ist Altbischof von Colorado Springs.

## Leben
Richard Charles Patrick Hanifen empfing am 16. Juni 1951 die Priesterweihe für das Erzbistum Denver.
Papst Paul VI. ernannte ihn am 6. Juli 1974 zum Weihbischof in Denver und Titularbischof von Abercornia. Der Erzbischof von Denver, James Vincent Casey, spendete ihm am 20. September desselben Jahres die Bischofsweihe; Mitkonsekratoren waren George Roche Evans, Weihbischof in Denver, und Charles Albert Buswell, Bischof von Pueblo. 
Am 10. November 1983 wurde er zum Bischof von Colorado Springs ernannt und am 30. Januar des nächsten Jahres in das Amt eingeführt. Von seinem Amt trat er am 30. Januar 2003 zurück.